# Marco Pisano
Pour les articles homonymes, voir Pisano.
Marco Pisano (né le 13 août 1981 à Rome) est un footballeur italien, évoluant au poste de défenseur.

## Biographie
Marco Pisano est un pur produit du centre de formation de la Lazio de Rome Il peut jouer comme latéral droit, voire parfois en défenseur central. Il fait ses débuts en professionnel le 30 novembre 1999, à 18 ans, lors d'un match de Coupe d'Italie face au Ravenne Calcio (1-1). Ne jouant pas en championnat avec la Lazio de Rome, il est acheté en janvier 2000 par le Brescia Calcio, en Serie B. Il n'est là non plus pas utilisé. Il est donc prêté lors de la saison 2000-01 à l'Ascoli Calcio en Serie C1 : il participe à 8 rencontres pour 1 but. L'équipe, 5e, est sortie demi-finale des play-off par l'ACR Messine (1-0, 1-2). Il est à nouveau prêté pour la saison 2001-02, toujours en Serie C1, à Taranto : là il commence à jouer plus régulièrement, 26 matchs en tout, et l'équipe termine 2e de son championnat avant de perdre en finale des play-off face à Catania (0-1, 0-0). 
Il retourne finalement au Brescia Calcio lors de la saison 2002-03, alors que l'équipe a retrouvé l'élite. Marco Pisano fera ses débuts en Serie A le 20 octobre 2002 face à Bologne FC. L'équipe est 9e et Pisano joue 17 matchs. Il fait aussi ses débuts en Équipe d'Italie espoirs de football. Il jouera toutefois moitié moins la saison suivante, seulement 9 matchs, ce qui confirme qu'il n'est pas un joueur indispensable à l'équipe. L'équipe est 11e.
À l'été 2004, Marco Pisano est acheté par l'UC Sampdoria et Walter Novellino qui apprécie beaucoup ce défenseur. Lors de sa première saison, il participe à 28 matchs, et le club termine 5e, aux portes de la Ligue des champions. Il devient un titulaire effectif dès la saison suivante : il participe à 33 matchs en championnat et fait aussi ses débuts sur la scène européenne en Coupe de l'UEFA (5 matchs). En été 2006, il est échangé avec Pietro Accardi de l'US Palerme et Pisano débarque donc en Sicile.
Il est titulaire lors de la saison 2006-07, confirmant ses bonnes prestations sous le maillot génois. Il joue 33 matchs en championnat et 5 en Coupe de l'UEFA, le club termine 5e. Il est toutefois souvent critiqué, ce qui le fait se brouiller avec les supporteurs locaux. Cela va contribuer à le mettre un peu à l'écart de l'équipe lors de la saison 2007-08 : il ne joue que 6 matchs de championnat avant de plier bagage en janvier 2008, en prêt avec option d'achat au Torino FC, toujours en Serie A. Avec le club turinois, il jouera 14 matchs, et le club, 15e, se sauvera de justesse. Satisfait, la clause d'achat est relevée par le Torino FC pour un peu moins de deux millions. Mais la saison suivante, il ne joue que 23 matchs avec le Torino FC, et le club sera de surcroît relégué (18e).
Marco Pisano reste toutefois au club malgré la relégation, mais en Serie B, il joue très peu, seulement 4 petits matchs. Il est alors prêté en janvier 2010 à l'AS Bari en Serie A, qui doit faire face à de multiples blessures en défense. Il est prêté avec option d'achat en échange de Filippo Antonelli Agomeri. Mais là aussi, il ne jouera qu'un seul match, celui de l'avant-dernière journée, en remplacement.
Bon joueur, il paye dans sa carrière un caractère trempé et une difficulté à s'adapter.
Le 2 août 2010, il signe au Parme FC.

## Carrière
- 1999-2000 : Lazio Rome
- 2000-2004 : Brescia Calcio 
  - 2000-2001 : Ascoli Calcio  (prêt)
  - 2001-2002 : Tarente Calcio  (prêt)
- 2004-2006 : UC Sampdoria
- 2006-2008 : US Palerme
- 2008-2010 : Torino FC
- 2010 : AS Bari  (prêt)
- 2010-2011 : Parme FC
- 2011-2014 : Vicence Calcio
- 2014 : Unione Venise

## Palmarès
- 1 Coupe d'Italie : 1999-2000 Lazio de Rome
- 1 Supercoupe d'Europe : 2000 Lazio de Rome